# Exposition des trois révolutions
L'Exposition des trois révolutions (hangeul : 3대혁명전시관) est un musée situé à Pyongyang en Corée du Nord.
Elle est consacrée aux « Trois révolutions » de Kim Il-sung : idéologique, technique et culturelle. Située dans le quartier de Ryonmot-dong, sa grande superficie lui permet de présenter également d'autres produits de l'idéologie du Juche, comme l'industrie lourde, la culture ou l'agriculture. Le bâtiment central a une forme ressemblant à une planète sphérique avec des anneaux, semblable à la planète Saturne. Le dôme en lui-même abrite également un planétarium. Dans le complexe se trouve six expositions qui détaillent les progrès de la Corée du Nord dans l'électronique, l'industrie lourde, l'agriculture, l'éducation et la technologie.
Il y a également une partie extérieure qui présente les véhicules produits en Corée du Nord.
Le musée est créé pour la première fois en tant qu'exposition industrielle et agricole non permanente entre 1946 et 1956, puis s'est amélioré pour devenir l'actuelle Exposition des trois révolutions en 1983 et d'autres rénovations ont également eu lieu en 1993.

## Images

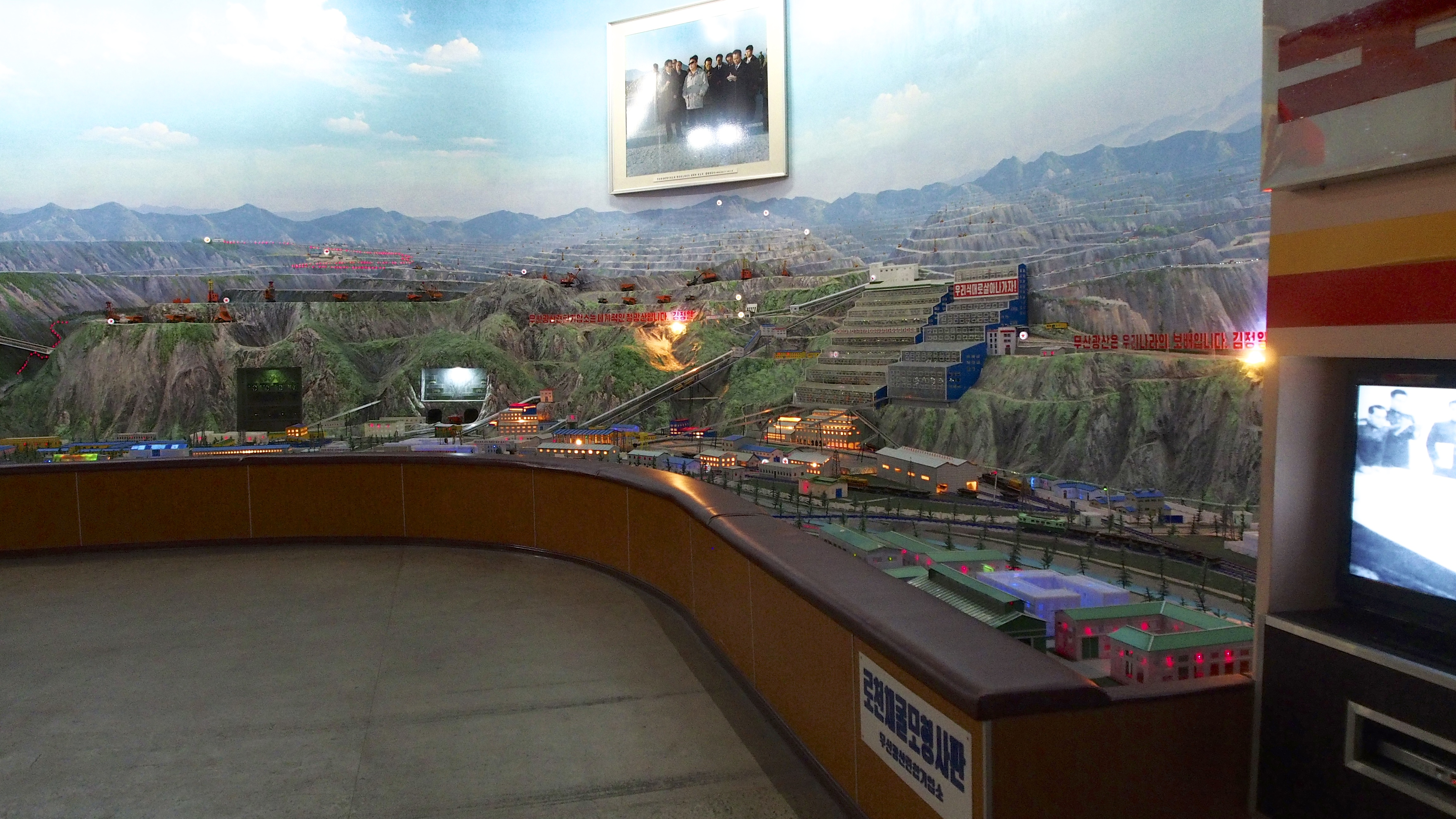
Maquette d'un complexe minier.
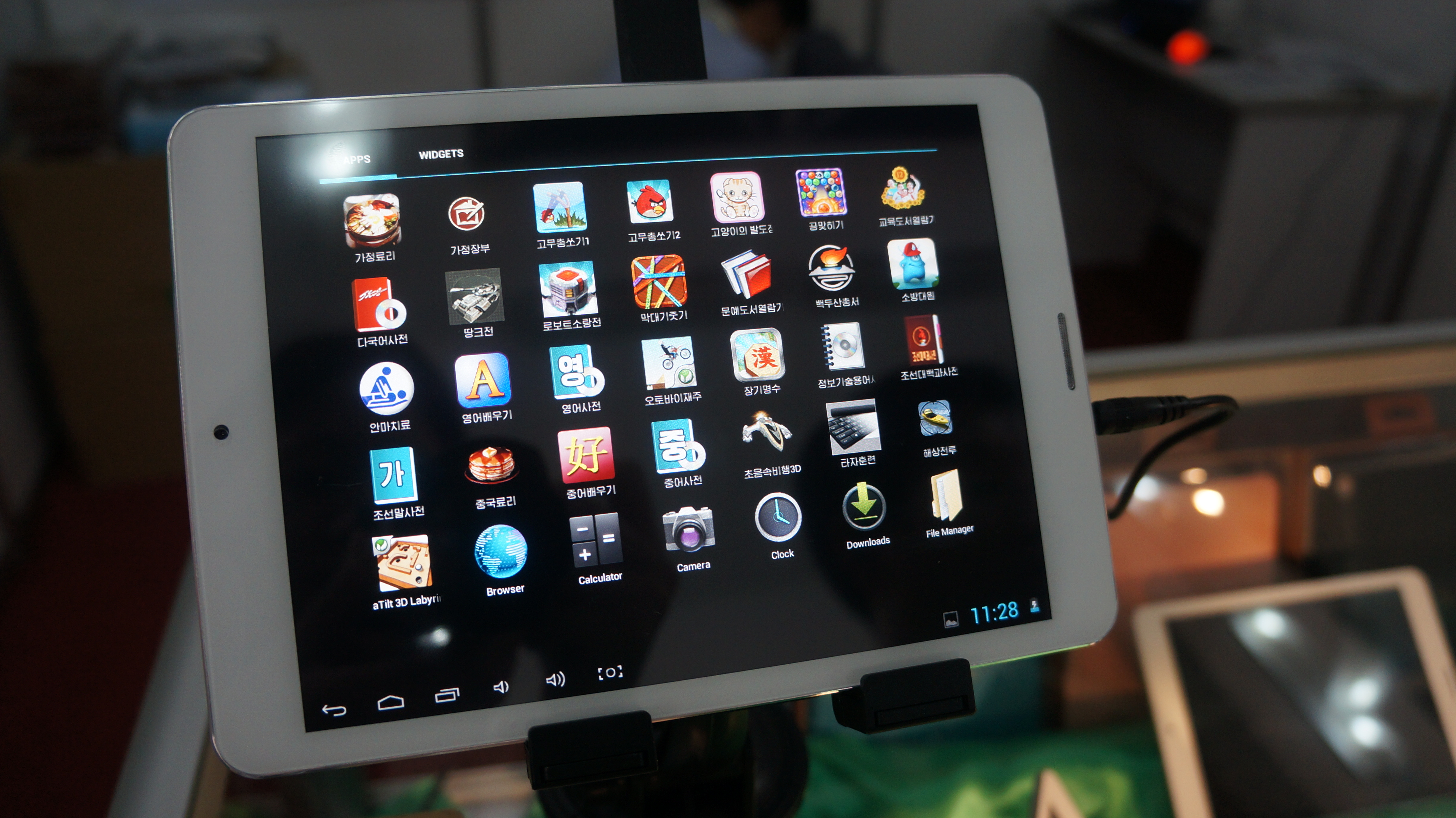
Tablette nord-coréenne NOUL
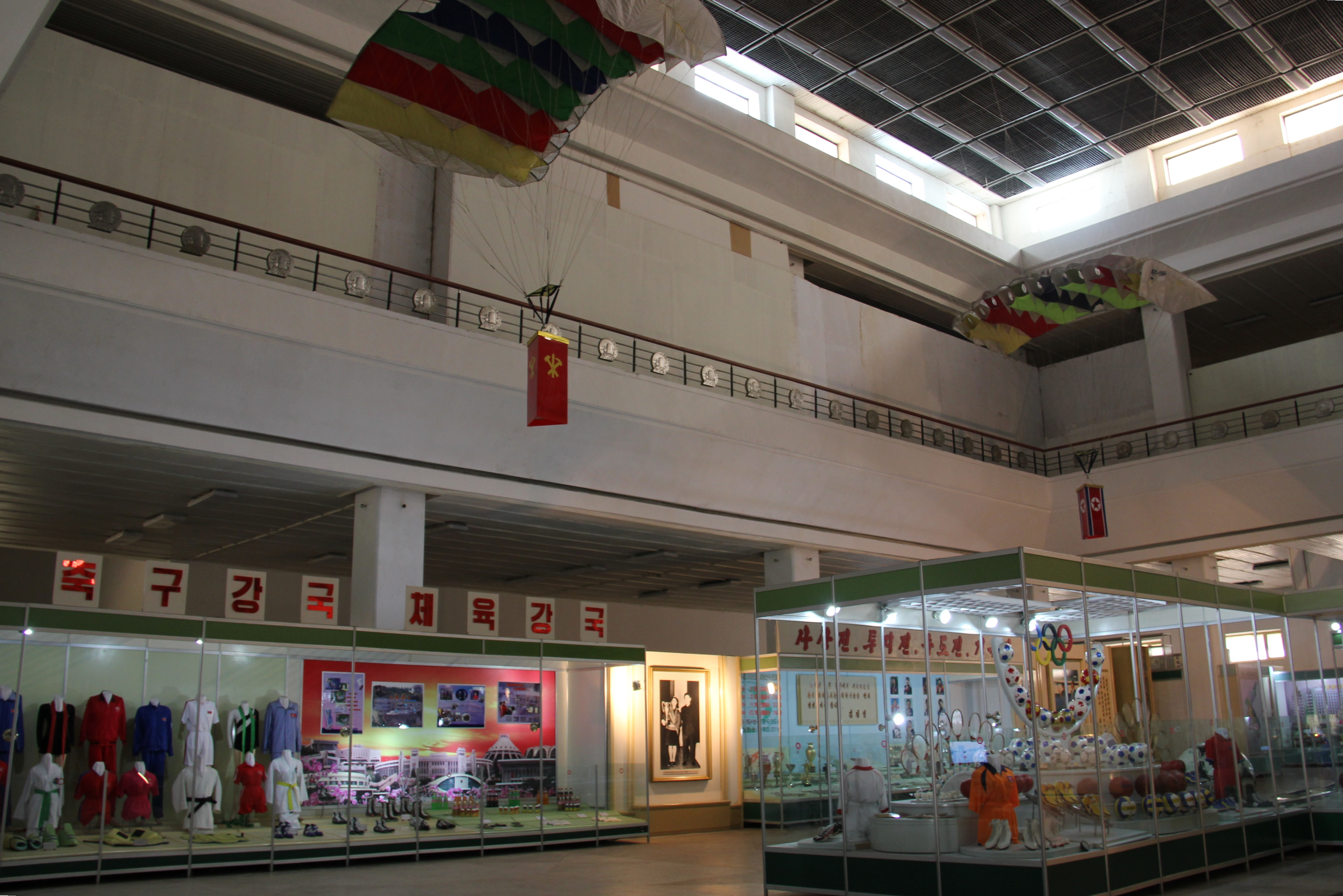
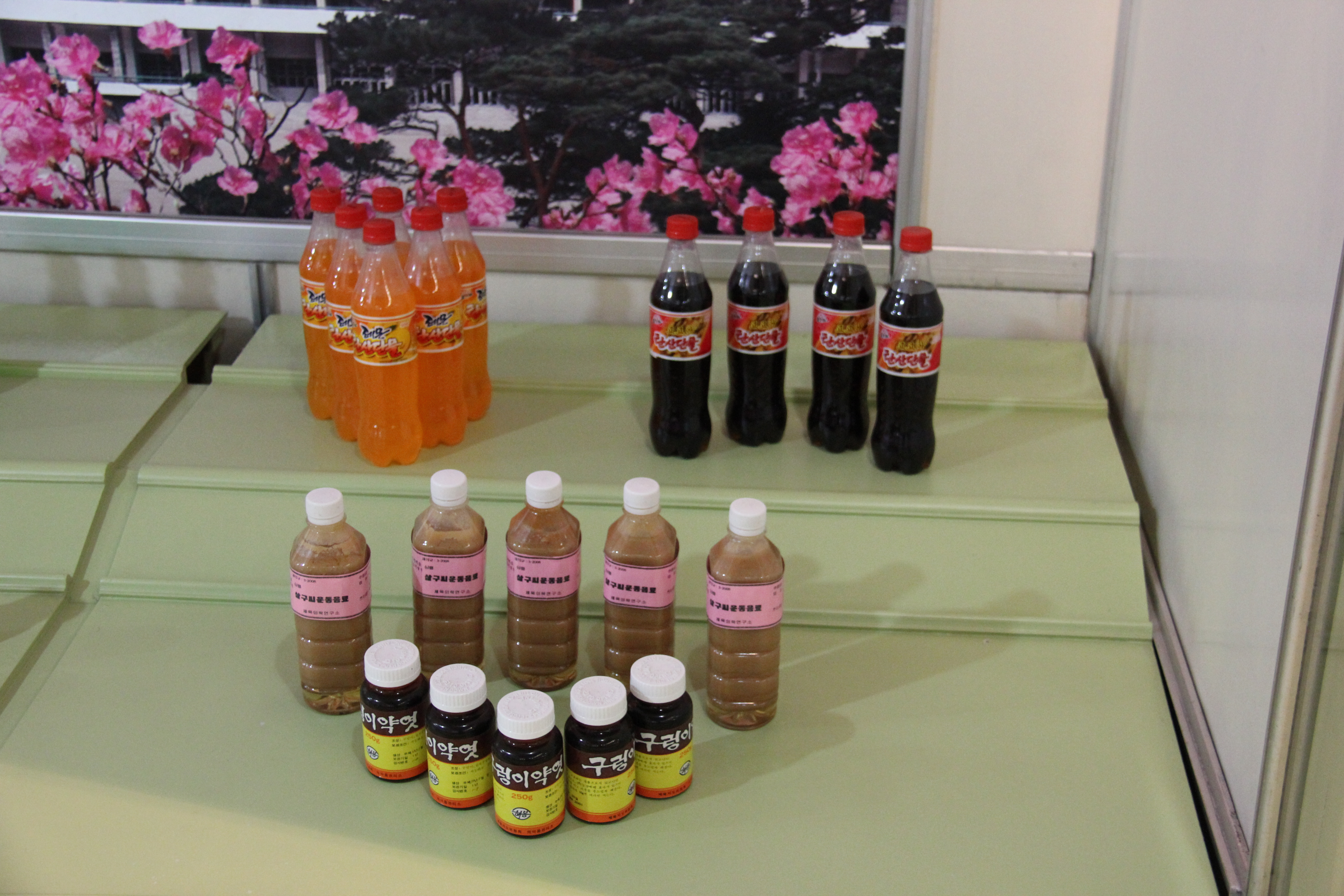
Boissons produites en Corée du Nord.
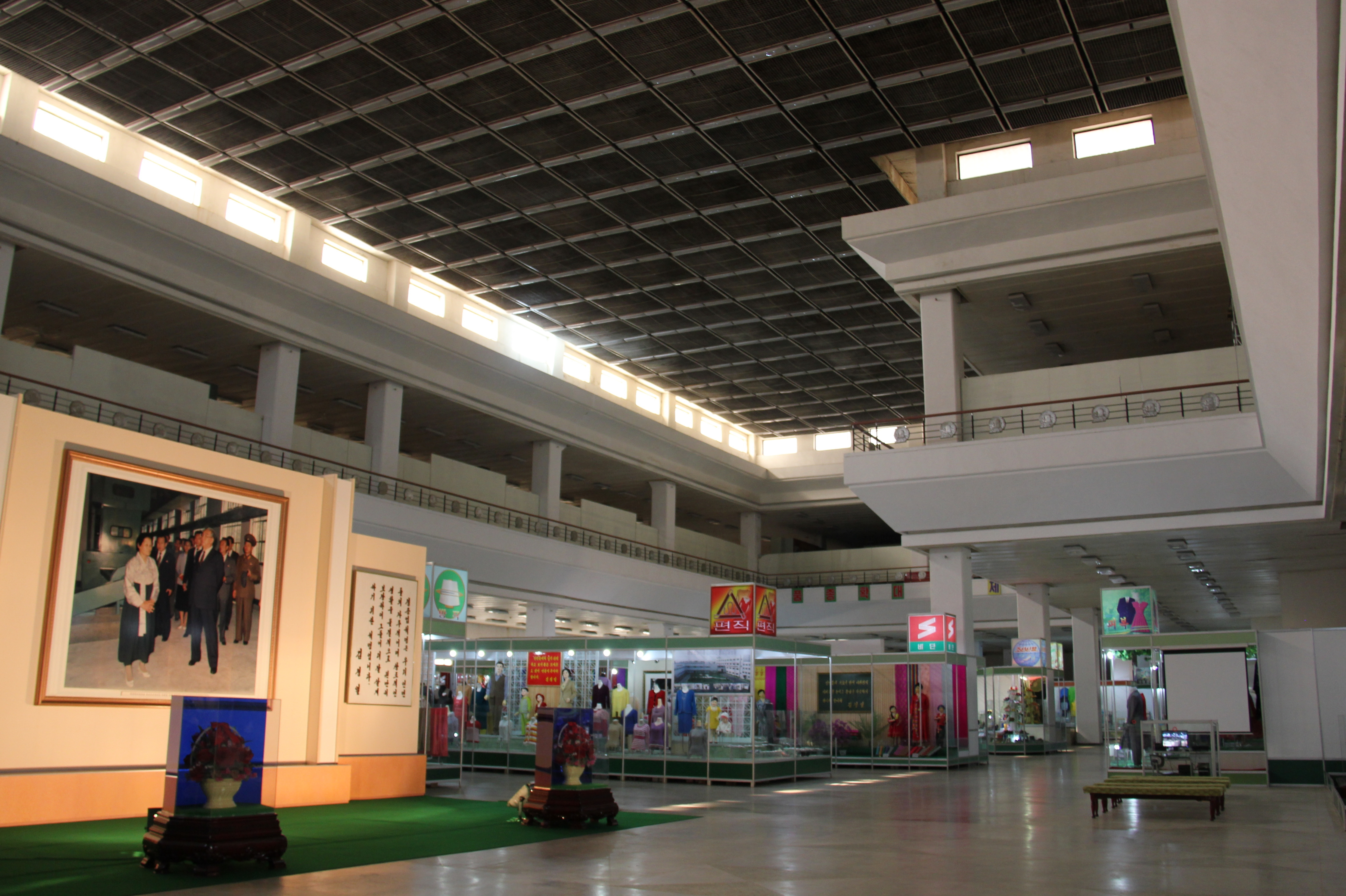
Hall d'exposition avec biens de consommation.